# Abriendo brecha
Abriendo Brecha es un telenoticiero hondureño creado en 1988 por Rodrigo Wong Arévalo para su emisión en Telecadena 7 y 4 y posteriormente por TEN Canal 10 (Televisión Educativa Nacional).